# Bai Lichen

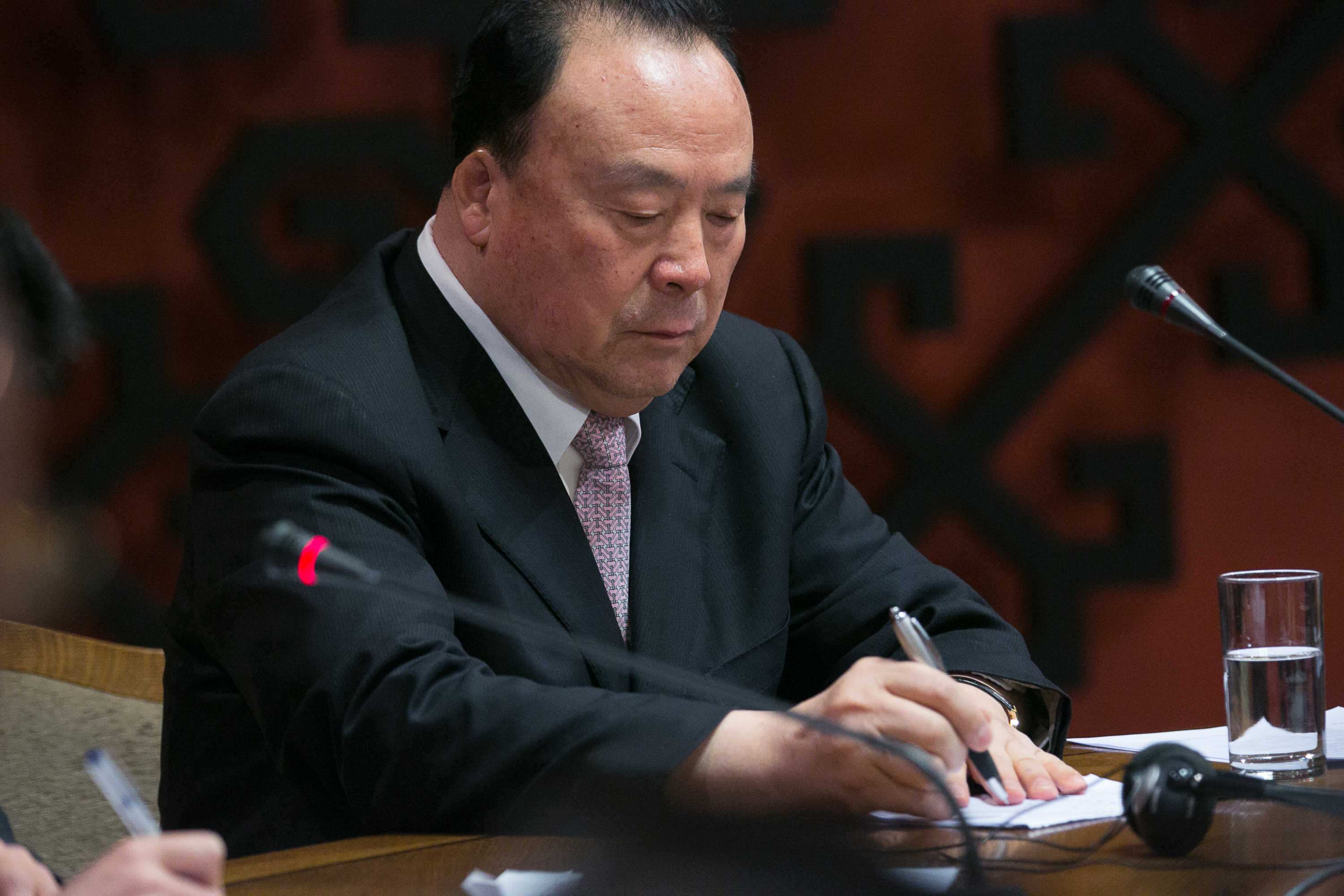
Bai Lichen (2012)

Bai Lichen (chinesisch 白立忱; * Januar 1941 in Lingyuan, Provinz Liaoning) ist ein chinesischer Politiker der Kommunistischen Partei Chinas (KPCh), der unter anderem zwischen 1986 und 1997 Vorsitzender der Volksregierung der Autonomen Region Ningxia der Hui-Nationalität, von 1998 bis 2013 stellvertretender Vorsitzender des Nationalkomitees der Politischen Konsultativkonferenz des chinesischen Volkes sowie zwischen 1999 und 2008 Präsident des Rates der Allchinesischen Föderation der Versorgungs- und Marketinggenossenschaften war.

## Leben
Bai Lichen, Angehöriger der Hui-Chinesen, begann nach dem Schulbesuch ein Studium an der Fakultät für Agrarwissenschaften des Landwirtschaftlichen Hochschule in Shenyang und arbeitete nach dessen Abschluss von 1964 bis 1968 als Techniker am Landmaschineninstitut der Landwirtschaftlichen Hochschule in Yingkou. 1971 wurde er Mitglied der KPCh und war zwischen 1972 und 1980 Mitarbeiter der Organisationsabteilung des Stadtkomitees der KPCh in Yingkou sowie stellvertretender Chef der Sektion für Personalaufsicht dieses Stadtparteikomitees. Er war zwischen 1983 und 1984 Bürgermeister von Yingkou sowie in Personalunion zugleich stellvertretender Sekretär des Parteikomitees der KPCh dieser Stadt. Im Anschluss fungierte er von 1984 bis 1985 als Sekretär des KPCh-Stadtkomitees von Panjin und zeitgleich auch von 1984 bis 1985 Assistent des Gouverneurs der Provinz Liaoning Quan Shuren. Als Stellvertreter von Quan Shuren war er im Anschluss zwischen 1985 und 1986 Vizegouverneur der Provinz Liaoning sowie Mitglied des Ständigen Ausschusses des Parteikomitees dieser Provinz. Als Nachfolger von Hei Boli wurde er 1986 zunächst kommissarischer Vorsitzender sowie im April 1987 offiziell Vorsitzender der Volksregierung der Autonomen Region Ningxia der Hui-Nationalität und hatte dieses Amt bis Dezember 1997, woraufhin Ma Qizhi ihn ablöste.
Zugleich fungierte Bai von 1987 bis 1997 als stellvertretender Sekretär des KPCh-Parteikomitees der Autonomen Region Ningxia und damit Stellvertreter der Parteisekretäre dieser Autonomen Region, Shen Daren (1987 bis 1989) beziehungsweise Huang Huang (1989 bis 1997). Auf dem XIII. Parteitag der Kommunistischen Partei Chinas wurde er im Oktober 1987 Mitglied des Zentralkomitees (ZK der KPCh) und gehörte diesem Führungsgremium nach seiner Wiederwahl auf dem XIV. Parteitag im Oktober 1997, dem XV. Parteitag im September 1997, dem XVI. Parteitag im September 2002, dem XVII. Parteitag im September 2007 25 Jahre lang bis September 2012 an. Er war zwischen 1997 und 2000 Sekretär der Parteiführungsgruppe sowie von 1998 bis 2003 Direktor der Allchinesischen Föderation der Versorgungs- und Marketinggenossenschaften, eine gemeinsame Organisation der nationalen Versorgungs- und Marketinggenossenschaften Chinas unter der Leitung des Staatsrates mit einer Verwaltungsebene auf Ministerebene, die Mitglied der International Cooperative Alliance (ICA) ist.
Ferner war Bai Lichen von 1998 bis 2013 Stellvertretender Vorsitzender des Nationalkomitees der Politischen Konsultativkonferenz des chinesischen Volkes (PKKCV) und damit einer der Stellvertreter von Li Ruihuan (1998 bis 2003) beziehungsweise Jia Qinglin. Als Nachfolger von Chen Junsheng übernahm er zudem von Februar 1998 bis zu seiner Ablösung durch Li Chengyu im Mai 2008 außerdem das Amt als Präsident des zweiten Rates der Allchinesischen Föderation der Versorgungs- und Marketinggenossenschaften.

## Weblink
- Bai Lichen (chinavitae.com) (Memento vom 17. Juli 2016 im Internet Archive)